# Pernell Roberts
Pernell Elvin Roberts (Waycross, Georgia; 18 de mayo de 1928-Malibú, California; 24 de enero de 2010) fue un actor y cantante estadounidense. Fue hijo único de Pernell y Betty Roberts y el último actor principal de la serie Bonanza en fallecer. 

## Biografía
Durante la década de 1940 intentó terminar la carrera universitaria; estaba fascinado por la actuación, así que poco a poco se dedicó al teatro. Hacia 1950 se mudó a Nueva York, donde se dedicó a trabajar en el teatro. En 1956 consiguió aparecer en cine y televisión. En ese año, además, logró el papel de Peter Cabot en Deseo bajo los olmos; para 1958 consiguió un papel en el wéstern The Sheepman. Sin embargo, logró más éxito interpretando a Adam Cartwright en la serie de televisión de 1959 Bonanza.

### Bonanza
La militancia antirracista de Pernell Roberts lo llevó a cuestionar muchas veces los argumentos desarrollados en la serie, que calificaba como racistas, sexistas y violentos. Debido a ello, llegó a exigir cambios que no siempre fueron bien recibidos. La época de inicio de la serie coincidió con las manifestaciones por la igualdad y los derechos civiles en los Estados Unidos, organizadas entre otros por Martin Luther King. Roberts participó en muchas de ellas, lo que provocó que parte del público de la serie no viese con buenos ojos su compromiso social.
La visión crítica de Pernell Roberts partía de que la segregación racial, las diferencias entre ricos y pobres y la discriminación de las mujeres se planteaban en la serie de forma superficial.
De hecho, en un episodio de 1963, Adam, el personaje interpretado por Roberts, recogía firmas para realizar una protesta contra un albergue que practicaba la segregación de los negros. Por esta razón, Chevrolet, el patrocinador de Bonanza, recibió cartas de protesta de seguidores de la serie.
Pese al éxito de la serie Bonanza, que aseguraba un nuevo contrato por cinco años, el actor decidió abandonarla. La NBC hizo cuanto pudo para retenerlo: le propuso como salida que el personaje de Adam se casase y abandonase la serie para aparecer esporádicamente en algunos episodios. Pernell Roberts, en una carta al director de la NBC, sugirió que el personaje de su prometida fuese una indígena y que contrataran a una actriz negra para representarla. Sin embargo el personaje fue dado a Kathie Browne (1930-2003), actriz rubia cuyo trabajo no gustó al público, por lo que el guion se retrabajó para que el personaje se enamorase del primo de Adam y la actriz dejase la serie. Pernell Roberts sólo permaneció hasta la sexta temporada. Luego abandonó la serie y, aunque los productores facilitaron la trama para su posible regreso, esto jamás ocurrió.

### Después deBonanza
A partir de entonces, la carrera de Pernell Roberts se desarrolló en el teatro. En 1979, en la serie de televisión Trapper John, M.D.' interpretó al Dr. John McIntyre, personaje de M*A*S*H. La serie tuvo éxito durante siete años, hasta 1986, cuando el programa se canceló por su baja cuota de pantalla.
Los últimos trabajos de Roberts en la década de 1990 fueron para The History Channel como presentador y narrador de documentales.
Apareció en la serie jóvenes jinetes (young riders) en el papel de Isaías horn en la década de los 90.
Se casó en tres ocasiones y tuvo un hijo con su primera esposa: Jonathan Cristopher, que murió en un accidente de motocicleta en 1989.
Hasta su muerte, Roberts seguía comprometido con la defensa de las minorías y formaba parte del Native American Rights Fund.